# همش برای تو (آلبوم جنت جکسون)
همش برای تو (انگلیسی: All for You) هفتمین آلبوم استودیویی جنت جکسون، خوانندۀ آمریکایی است که در ۲۴ آوریل ۲۰۰۱ توسط ویرجین رکوردز منتشر شد.